# Зимние виды спорта

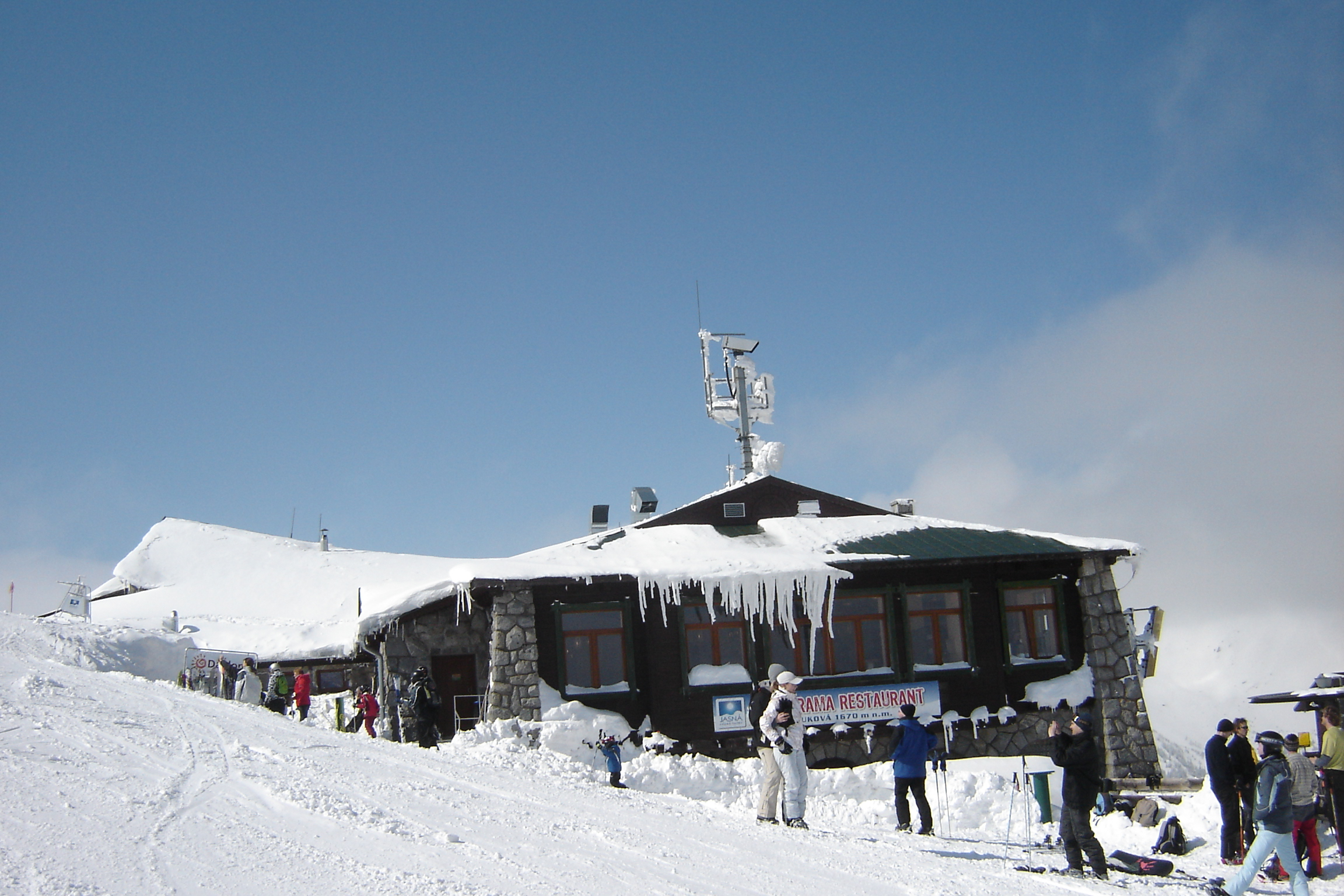
Горнолыжный курорт Ясна в Центральной Словакии

Зимние виды спорта — это виды спорта, которыми занимаются на снегу или на льду. Большинство таких видов спорта являются видами катания на лыжах, коньках и санях. Традиционно такие виды спорта существовали только в холодных областях, где есть зима с температурами ниже нуля, но искусственный снег и искусственный лед позволяют проводить мероприятия практически в любых климатических условиях. Искусственный лёд может использоваться, чтобы обеспечить наличие ледовых катков для катания на коньках и хоккея в жарком климате.
Общие индивидуальные зимние виды спорта включают в себя лыжные гонки, горные лыжи, сноуборд, прыжки на лыжах с трамплина, конькобежный спорт, фигурное катание, санный спорт, скелетон, бобслей и катание на снегоходах. К общим командным видам спорта относятся хоккей с шайбой, кёрлинг и хоккей с мячом. Если основываться на количестве участников, хоккей является самым популярным в мире зимним видом спорта, затем идёт хоккей с мячом. Зимние виды спорта часто имеют свои собственные мультиспортивные турниры, такие как Зимние Олимпийские игры.

## История
Наличие снега и льда в зимнее время привело к возникновению таких видов транспорта, как сани, лыжи и коньки. Это также привело к появлению различных игр и видов спорта, придуманных для зимнего сезона на контрасте с другими временами года. Естественно, что зимние виды спорта более популярны в странах с наличием ярко выраженного зимнего сезона с отрицательными температурами.
В то время, как большинство зимних видов спорта предназначено для игры под открытым небом, хоккей на льду, конькобежный спорт и хоккей с мячом в какой-то степени перешли в помещения, начиная с середины XX века. Крытые катки с искусственным льдом делает возможным катание на коньках и хоккей в жарком климате.

## Список зимних видов спорта
Олимпийские кольца рядом с видом спорта означают, что данный вид спорта включён в Зимние Олимпийские игры. Паралимпийский логотип указывает на виды спорта для Зимних Паралимпийских игр.

### Катание на коньках
- Фигурное катание
- Шорт-трек
- Конькобежный спорт
- Хоккей с шайбой

### Катание на лыжах
- Акробатические лыжи
- Горные лыжи
- Биатлон
- Лыжные гонки
- Фристайл

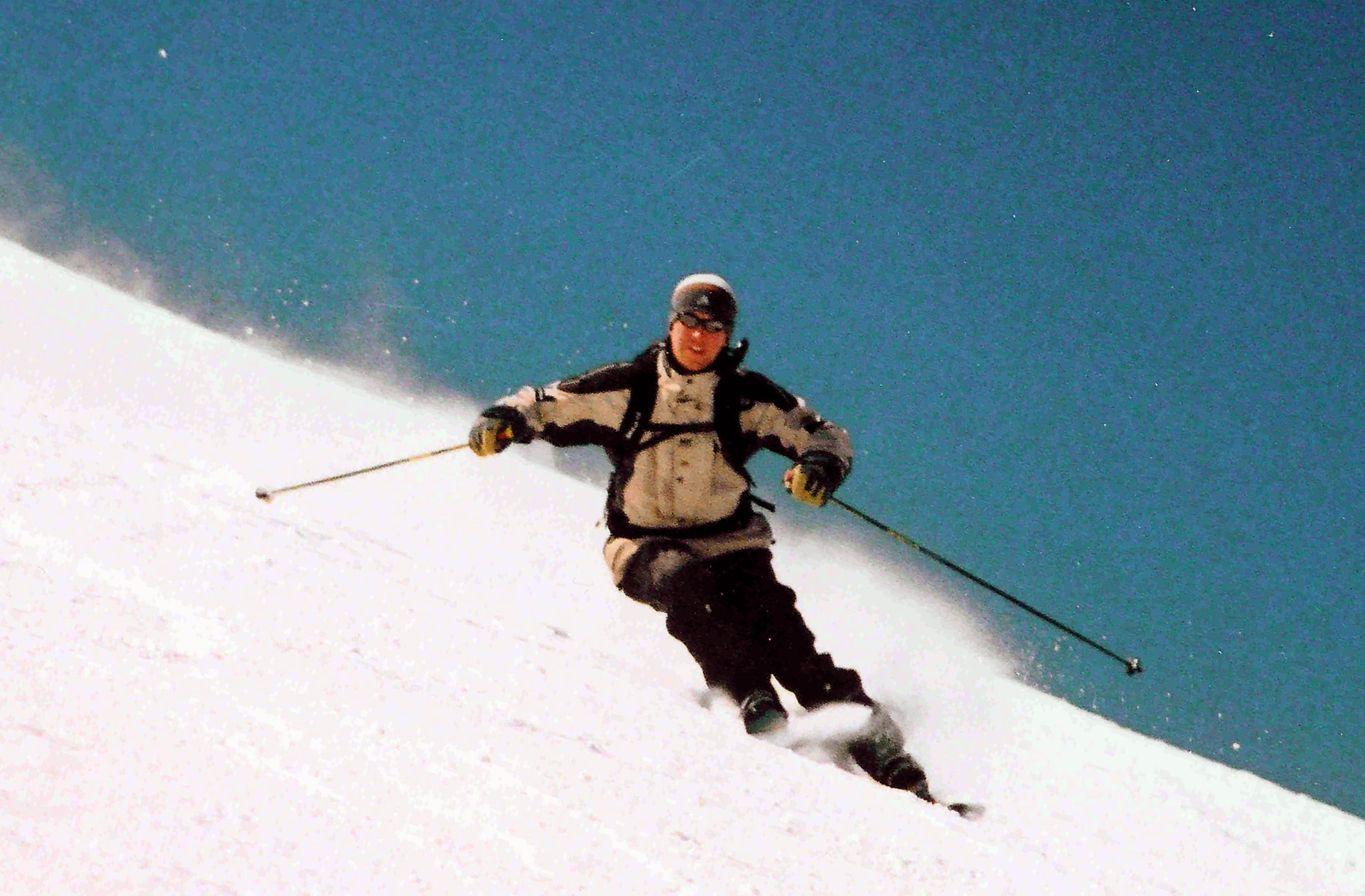
Катание на лыжах

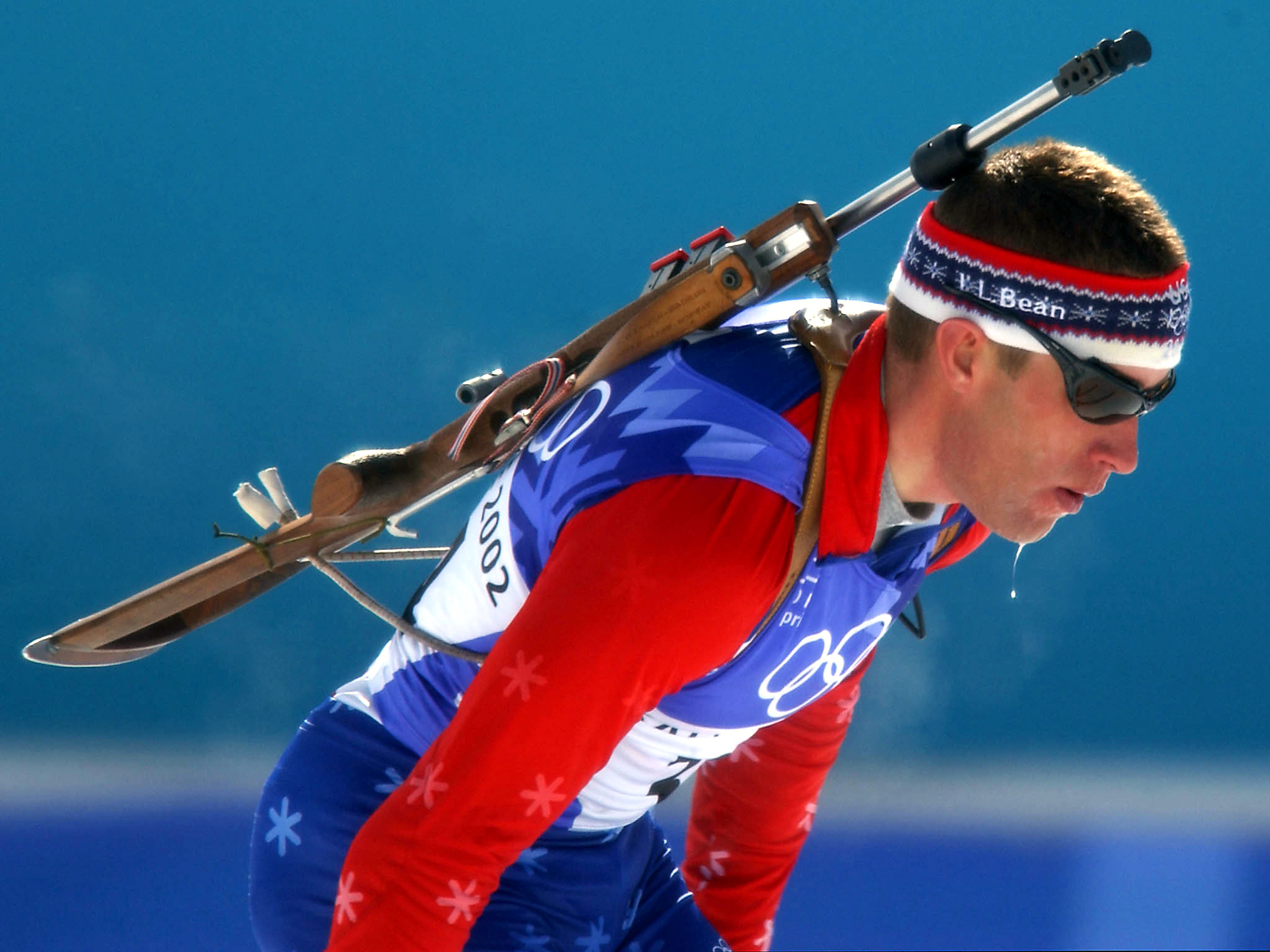
Американский биатлонист Джереми Тила в 2002 году на Зимних Олимпийских играх

- Катание на лыжах за воздушным змеем
- Могул
- Катание на монолыже
- Ньюскул
- Лыжное двоеборье
- Стрельба из лука на лыжах
- Скиборд
- Скибоб
- Скиджоринг
- Прыжки на лыжах с трамплина
- Сноукайтинг
- Соревнования на скорость в горных лыжах
- Спидглайдинг
- Телемарк
- Зимнее пятиборье

### Катание на санях

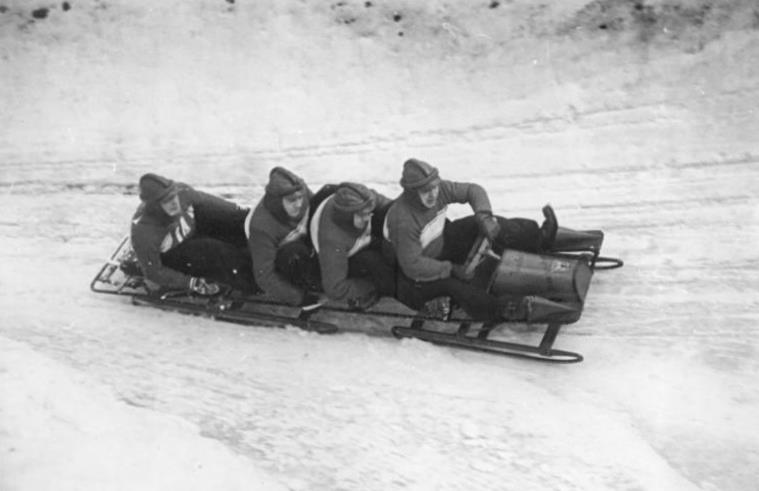
Восточногерманские бобслеисты в 1951 году на трассе в Оберхофе, Германия

- Бобслей
- Гонки на собачьих упряжках
- Катание на ледяных глыбах
- Санный спорт
- Скелетон
- Вок-рейсинг

### Сноубординг
- Горный сноуборд
- Сноуборд-кросс
- Слалом
- Сноускейт
- Слоупстайл

### Катание на снегоходах

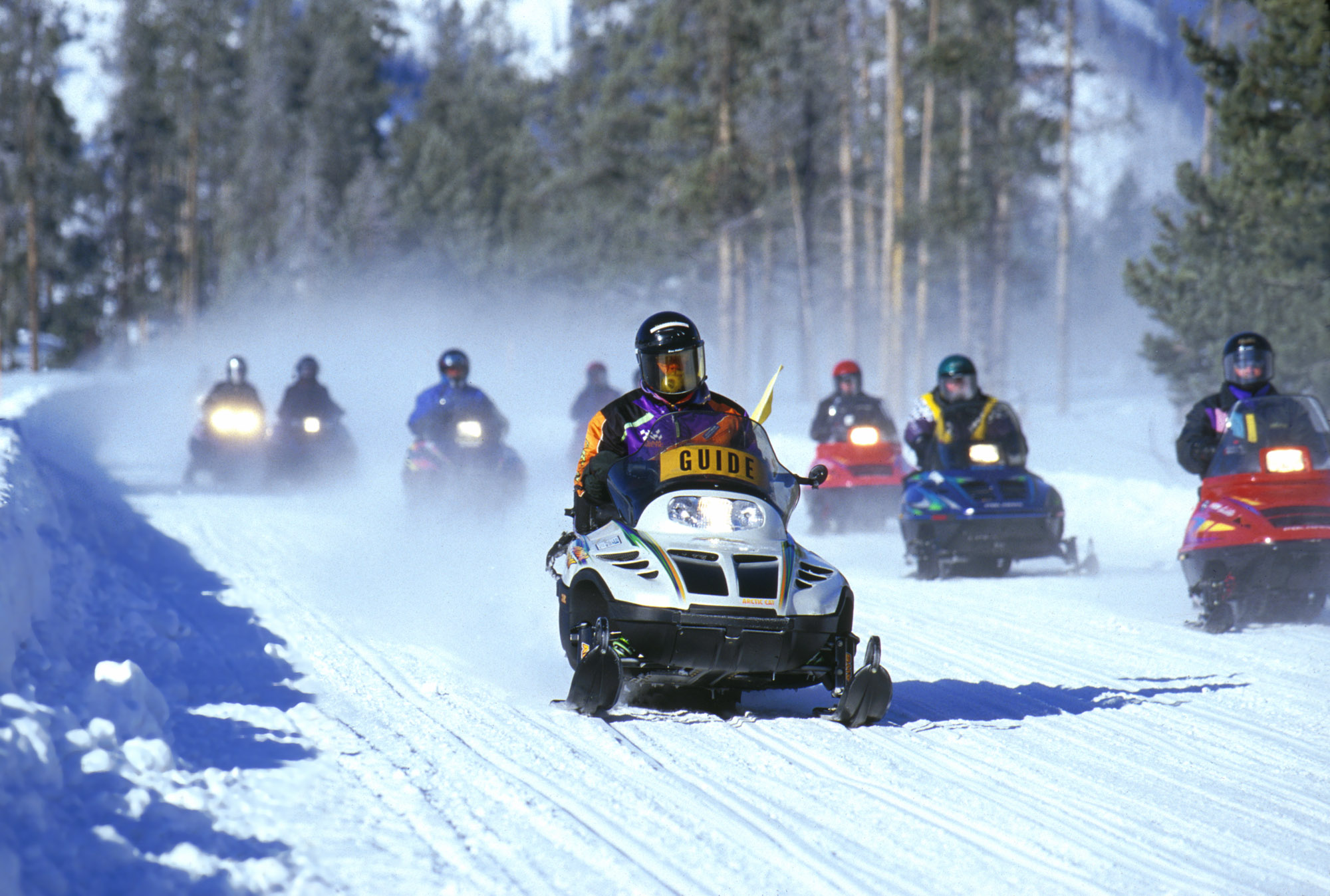
Экскурсия на снегоходах в Йеллоустонском Национальном парке

- Фристайл

### Командные виды спорта

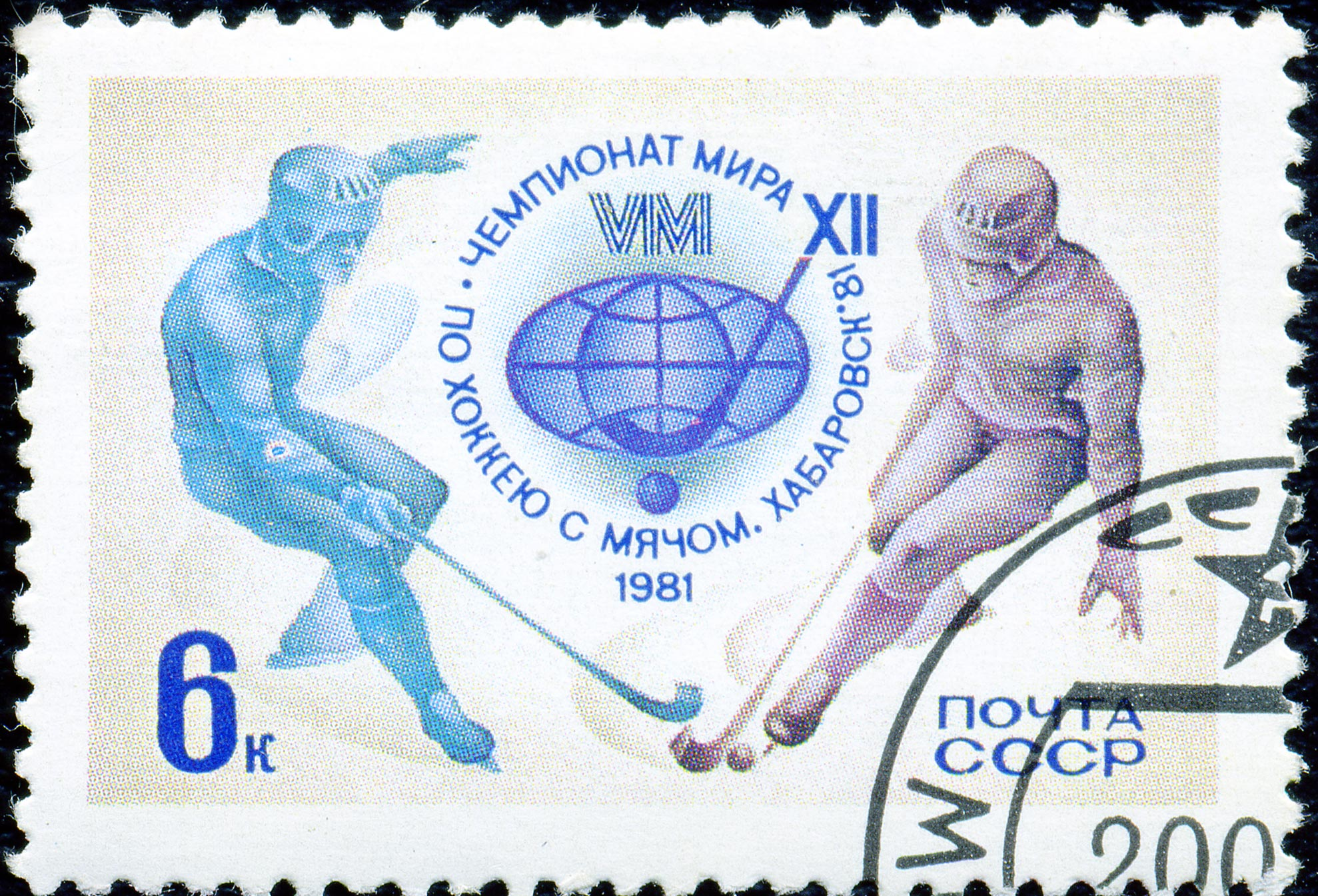
В Советском Союзе проходило множество чемпионатов мира по хоккею с мячом

- Хоккей с мячом
- Брумбол
- Кёрлинг
- Хоккей
- Айсшток
- Соревнование военных патрулей
- Рингетт
- Ринкбол
- Следж-хоккей
- Строительство снеговиков
- Снежное регби
- Строительство снежных змей
- Синхронное фигурное катание
- Юкигассен (снежковый спорт)

### Другие виды спорта
- Лёдолазание
- Спидвей на льду
- Езда по снегу на велосипеде
- Каноинг на льду
- Дрифт на снегу
- Буерный спорт
- Скоростной спуск на коньках
- Зимний триатлон

## Известные зимние спортивные мероприятия
- Зимние Олимпийские игры
- Северные игры
- Чемпионаты мира
- Арктические зимние игры
- Зимние Азиатские игры
- Паралимпийские зимние игры
- Зимняя Универсиада